# Girolamo Borgia il giovane
Girolamo Borgia (Napoli, 24 gennaio 1633 – Tropea, 11 agosto 1683) è stato uno scrittore, poeta e vescovo cattolico italiano.

## Biografia
Come giurista ha lasciato i venti libri Investigationum iuris civilis pubblicati nel 1678 dall'editore napoletano Antonio Bulifon. Fu anche poeta dilettante, autore di 246 poesie composte dal 1670 al 1680, e principe dell'Accademia dei Fulminanti di Napoli. Dal 1682 alla morte fu vescovo di Tropea.